# Mihály Bíró
Mihály Bíró lub Dani Bíró (ur. 27 września 1919 w Budapeszcie, zm. w czerwcu 1970 tamże) – węgierski piłkarz występujący na pozycji napastnika. Grał w drużynie Ferencvárosi. Był w kadrze reprezentacji Węgier na mistrzostwach świata 1938.